# Micropsectra lacteiclava
Micropsectra lacteiclava е насекомо от разред Двукрили (Diptera), семейство Хирономидни (Chironomidae). Няма подвидове.